# الأسرة بأكملها
الأسرة بأكملها: رواية من اثني عشر مؤلفا (بالإنجليزية: The Whole Family: a Novel by Twelve Authors)‏ هي رواية تعاونية نشرت عام 1908 من اثني عشر فصلا، كل منها بقلم مؤلف مختلف. تم وضع هذا المشروع غير الاعتيادي من قبل الروائي وليام دين هاولز ونفذ تحت إشراف إليزابيث جوردان محررة مجلة هاربر بازار، التي كتبت أحد الفصول بنفسها. كانت فكرة هاولز من الرواية إظهار كيف أن الخطوبة أو الزواج من شأنهما أن يؤثرا على الأسرة بأكملها أو يتأثرا بها. كان المشروع لافتا إلى حد ما بالطريقة التي عكس بها المؤلفين العلاقات الخلافية في أسرة مفككة قاموا بوصفها في فصول الرواية. وكان هاولز يأمل أن يكون مارك توين واحدا من الكتاب، إلاأن توين لم يشارك. بخلاف هاولز نفسه، فقد كان هنري جيمس هو الأشهر بين من شاركوا. نشرت الرواية بشكل مسلسل في مجلة هاربر بازار بين عامي 1907-1908 ونشرت بشكل كتاب من قبل هاربرز في أواخر العام 1908.